# Tadeusz Okrasa

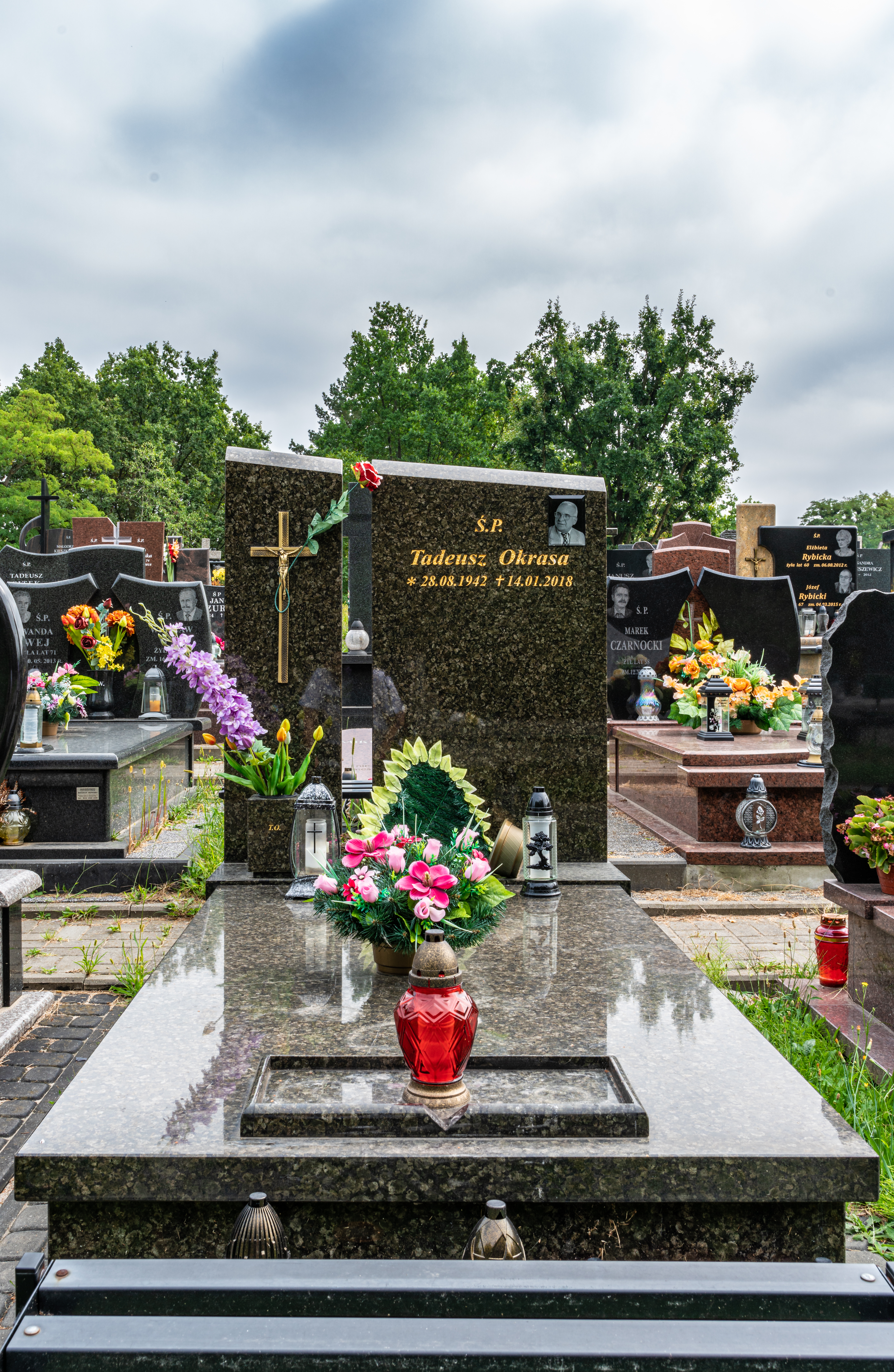
Grób Tadeusza Okrasy na cmentarzu Komunalnym Północnym w Warszawie

Tadeusz Okrasa (ur. 28 sierpnia 1942, zm. 14 stycznia 2018) – polski filozof, profesor nadzwyczajny Wyższej Szkoły Administracyjno-Społecznej w Warszawie.

## Życiorys
Specjalizował się we współczesnej filozofii społecznej. Był wykładowcą Międzywydziałowej Katedry Historii i Teorii Sztuki Akademii Sztuk Pięknych w Warszawie oraz profesorem nadzwyczajnym Wydziału Prawa, Administracji i Integracji Europejskiej Wyższej Szkoły Menedżerskiej w Warszawie. Należał do założycieli Wyższej Szkoły Administracyjno-Społecznej w Warszawie, której był profesorem nadzwyczajnym oraz wieloletnim kanclerzem. W wyborach parlamentarnych w 1993 otwierał pilską listę okręgową Koalicji dla Rzeczpospolitej.
Zmarł 14 stycznia 2018 i został pochowany na Cmentarzu Północnym w Warszawie.